# Булгаков, Дмитрий Дмитриевич
Дми́трий Дми́триевич Булга́ков (1905—1991) — советский архитектор.

## Биография
Дмитрий Булгаков (1905—1991) был видным архитектором постконструктивизма и специализировался, в основном, на жилых домах «повышенной комфортности» для наркоматской элиты. Строил, преимущественно, в Москве. Был учеником Алексея Щусева, под чьим руководством участвовал в постройке Наркомзема на Садовой-Спасской улице. В 30-е гг. входил в мастерскую Моспроекта № 4 под руководством И. А. Голосова. 
Хотя начинал он свою деятельность на стройках конструктивизма, его зрелые работы отличает обильный и затейливый декор, любовь к легким ордерным элементам, росписям и лепнине. Его несколько раз приглашали «доделывать» уже существующие постройки: он был мастер декора, и после смены архитектурных парадигм его умение переиначить фасад оказалось востребованным. В высшей степени декоративные работы Булгакова неоднократно вызывали дискуссию в архитектурном сообществе. За избыточное украшательство ругали его дом для служащих Наркомата связи на проспекте Мира и дом Наркомтяжпрома на Сухаревской площади.
Жил в доме 8 в Трёхпрудном переулке, реконструированном по его проекту.

## Основные даты
- 21 марта 1905 г. — родился в Москве.
- с 1919 по 1922 г. — ученик слесаря оптико-механического завода в Подольске.
- с 1922 по 1928 г. — студент Вхутемаса, мастерская А. В. Щусева.
- с 1933 по 1934 г. — заместитель руководителя 4-й мастерской Моссовета.
- с 1934 по 1939 г. — архитектор-автор 4-й мастерской Моссовета (руководитель мастерской И. А. Голосов).
- с 1939 по 1941 г. — главный архитектор сада «Эрмитаж».
- с 1941 по 1946 г. — главный архитектор Министерства связи.
- с 1946 по 1972 г. — архитектор-автор различных проектных организаций Москвы.

## Постройки
- Под руководством Щусева участвовал в строительстве здания Наркомзема, 1928—1933;
- Вместе со Щусевым участвует в проектировании гостиницы-сада на курорте Новая Мацеста (Сочи), 1927 г.;
- Дом текстиля в Москве, 1923—1924 гг.;
- МОПР — дом ветеранов революции в Звенигороде;
- Московский пищевой комбинат;
- Комплекс жилых домов в Астрахани;
- Проект реконструкции Белорусской площади и вокзала в Москве. 1929-30 гг.;
- Клуб фабрики Рот-Фронт в Москве, 1930 г.;
- Учреждения при заводах в Базаркино, Саранске, Мелитополе, реконструкция индустриального комплекса в Москве, 1931—1933 гг.;
- Гостиница «Общества пролетарского туризма и экскурсий» вместе с И. А. Голосовым, 1934 г.;
- Жилой дом № 14 Наркомтяжпрома на Большой Сухаревской площади, 1935 г. Дом был построен в 1930-м году архитектором Ремеле в стиле конструктивизма, и уже в 35-м Булгакову было поручено переделать декор фасадов;
- Жилой дом № 11 для работников Министерства связи на Проспекте Мира, 1937 — декабрь 1944;
- Жилой дом № 8 кооператива «Творчество» в Трехпрудном переулке, реконструирован Булгаковым в 1947—1948, строился в 1926 архитектором М. Е. Приемышевым;
- Эстрадный театр и концертный зал в саду «Эрмитаж», середина 1930-х гг. (не сохранились);
- В кинофильме «Новая Москва» 1937 г. отвечал за «архитектурные мотивы».